# Hypobranchiaea fusca
Hypobranchiaea fusca A.Adams, 1847 è un mollusco nudibranchio della famiglia Corambidae.